# Don't Worry Baby
„Don't Worry Baby“ je píseň americké skupiny The Beach Boys, vydaná na albu Shut Down Volume 2 v roce 1964 a rovněž jako B-strana singlu „I Get Around“. Jejími autory jsou Brian Wilson a Roger Christian, první z nich je zároveň jejím producentem (stejně jako celé desky). Wilson píseň původně nabídl producentovi Philu Spectorovi pro skupinu The Ronettes; když odmítl, rozhodl se ji nahrát se svou skupinou.
Časopis Rolling Stone píseň v roce 2004 zařadil na 178. místo žebříčku 500 nejlepších písní všech dob. Server Pitchfork Media ji v roce 2006 zařadil na 14. příčku 200 nejlepších písní 60. let. Mezi další úspěchy patří 11. příčka 100 nejlepších singlů časopisu Spin (1989) a stejná pozice stejného žebříčku časopisu Mojo (1997). Keith Moon, bubeník kapely The Who, píseň označoval za svou neojblíbenější z repertoáru Beach Boys a v roce 1975 zařadil její coververzi na své sólové album Two Sides of the Moon. Vlastní coververze dále vydali například Bay City Rollers (1976) a B. J. Thomas, jehož verze dosáhla v roce 1977 značného úspěchu v hitparádách. Samotná kapela The Beach Boys vydala v roce 1996 novou verzi písně na albu Stars and Stripes Vol. 1, kde ji nazpívala hostující zpěvačka Lorrie Morgan.